# 루이스마누엘민꼬리박쥐
루이스마누엘민꼬리박쥐(Anoura luismanueli)는 주걱박쥐과(신세계잎코박쥐류)에 속하는 박쥐의 일종이다. 베네수엘라와 콜롬비아의 오리엔탈 산맥의 동부 경사면의 토착종이다.

## 특징
작은 박쥐로 전체 몸길이가 58~65mm이고 전완장이 33.6~36.9mm, 꼬리 길이가 3~6mm이다. 발 길이는 10~12mm, 귀 길이는 13~15mm이다. 털이 무성하고 부드러우며 앞팔과 다리 바닥, 무릎까지 덮여 있다. 대체로 몸 색깔은 갈색빛을 띤다.

## 생태
동굴 안에 은신한다. 먹이는 곤충과 꽃꿀, 꽃가루 등이다.

## 분포 및 서식지
베네수엘라와 콜롬비아 동부의 안데스산맥 경사면을 따라 널리 분포한다. 해발 1,100m와 2,300m 사이의 상록수림과 탈락성 구릉지대 숲에서 서식한다.